# Kotschya micrantha
Kotschya micrantha là một loài thực vật có hoa trong họ Đậu. Loài này được (Harms) Hepper miêu tả khoa học đầu tiên.